# Långholmens luftvärnsställning

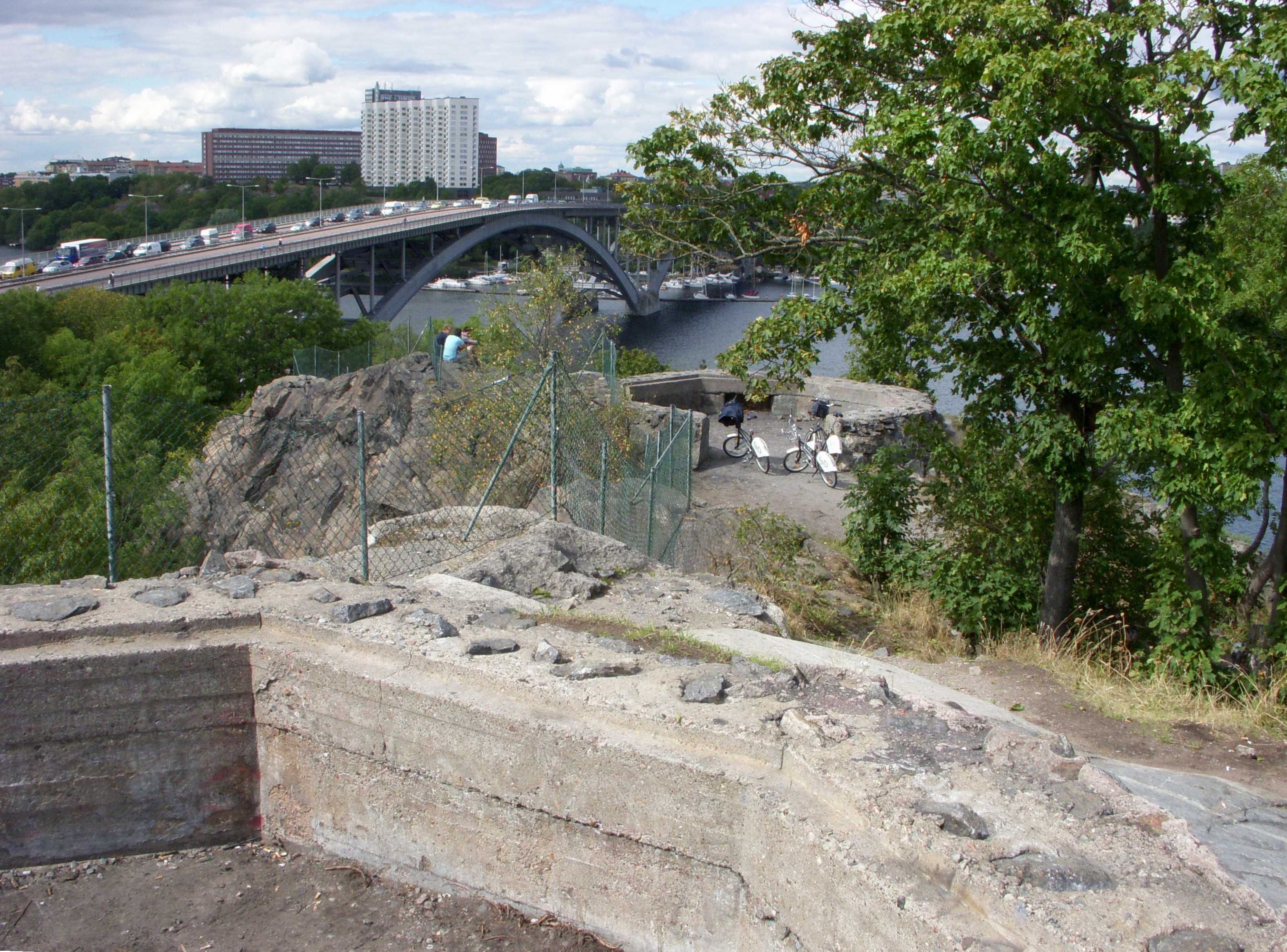
Långholmens båda pjäsvärn med Västerbron, 2011.

Långholmens luftvärnsställning i Stockholm var belägen på ön Långholmen placerad på en höjd knappt 100 meter öster om Västerbron.  Anläggningen bestod av flera skyttevärn och två pjäsvärn.  Huvuduppgiften för  Långholmens luftvärnsställning var att försvara Västerbron och troligen även ammunitionsfabriken vid Marieberg. Idag (2011) finns två tydliga pjäsplatser kvar medan resten har rivits eller plomberats (d.v.s. förseglats permanent).

## Bakgrund
Runt Stockholm fanns under åren 1939 till 1945 ett femtiotal luftvärnsbatterier med olika bestyckning och dessutom flera platser utrustade med strålkastare och lyssnarapparater. Dessa började anläggas redan innan krigsutbrottet 1939 och kompletterade den inre och yttre H-linjen (huvudförsvarslinjen) kring huvudstaden. De kraftfullaste batterierna var bestyckade med 75 mm luftvärnskanoner, de minsta med 8 mm luftvärnskulsprutor. Ofta var uppgiften att skydda infrastrukturobjekt som broar och farleder.
Stockholms luftvärnsbatterier var inte bemannade dygnet runt från 1939-1945 men vid vissa kritiska perioder var förbanden stridsgrupperade i ställningarna, som i september 1939 (krigsutbrottet av andra världskriget), april 1940 (Nazitysklands invasion av Danmark och Norge) och sommaren 1941 (Operation Barbarossa, Nazitysklands anfall på Sovjetunionen).

## Luftvärnsställningen
Anläggningen som ligger på berget mellan Västerbron och Långholmens amfiteater förfogade över två 40 mm luftvärnsautomatkanoner av typ m/36 från Bofors. Ställningarna var placerade nära varann, men på olika höjd så att den övre kunde skjuta över den undre. Till batteriet hörde även avståndsmätarvärn och flera skyttevärn som skulle skydda pjäsplatserna. Som skydd mot en eventuell stormning hade flera linjer med taggtråd spänts ut kring området.
I slutet av 1944 skulle Stockholms luftförsvar förstärkas ordentligt med 49 grova pjäser. Av Krigsarkivets dokument framgår att Långholmens ganska blygsamma batteri skulle byggas ut med ytterligare tre pjäser med kalibern 7,5 och 10,5 cm. Planerna genomfördes dock aldrig.
I mitten av 1950-talet bedömdes att Långholmens luftvärnsställning hade spelat ut sin roll. 1963 fylldes en del värn igen men plomberingarna bröts upp och risk för skada uppstod. Numera syns bara de båda pjäsplatserna kvar medan resten är väl igengjuten och fyllnadsmassor täcker de forna betongkonstruktionerna.

## Nutida bilder

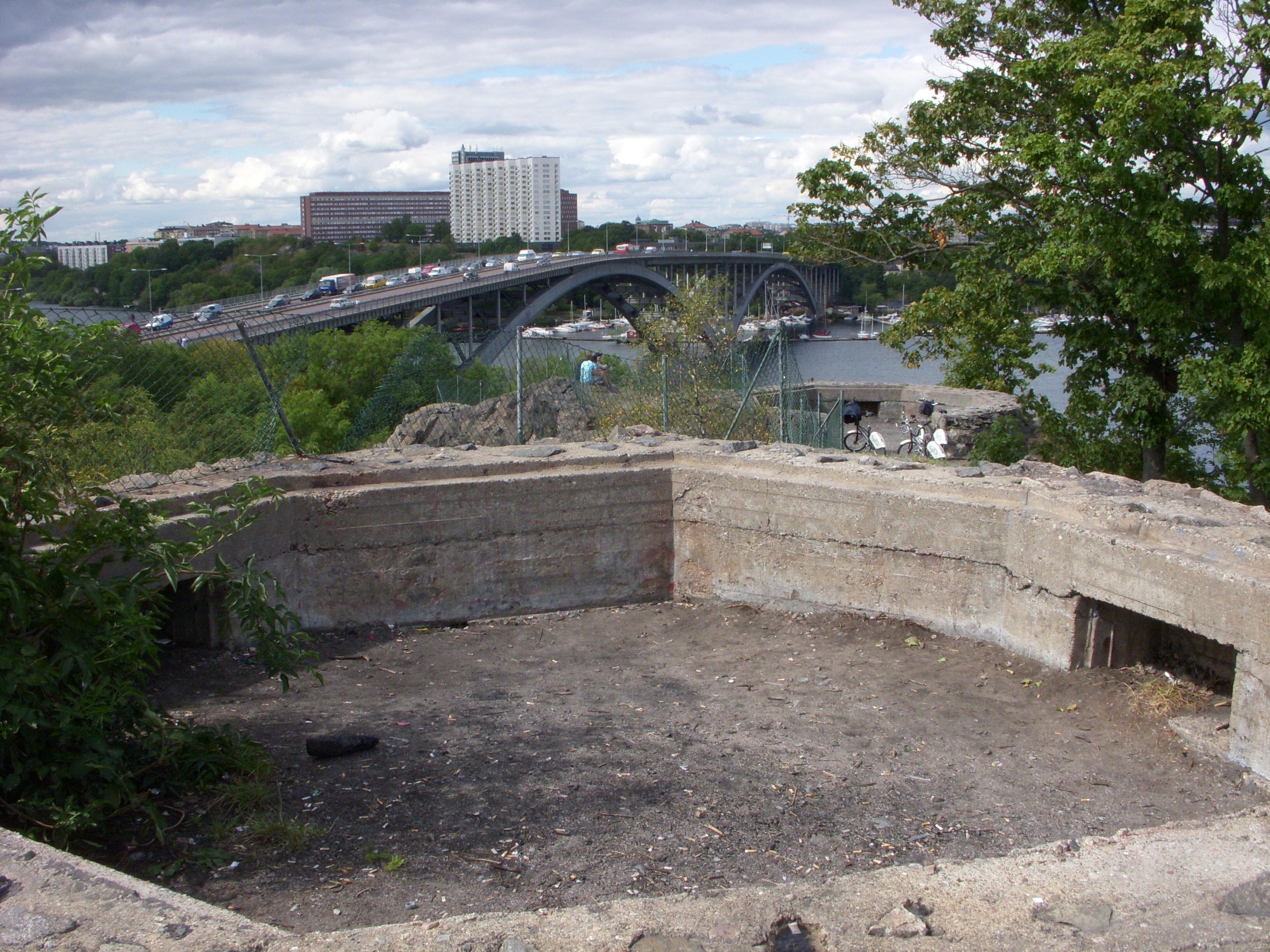
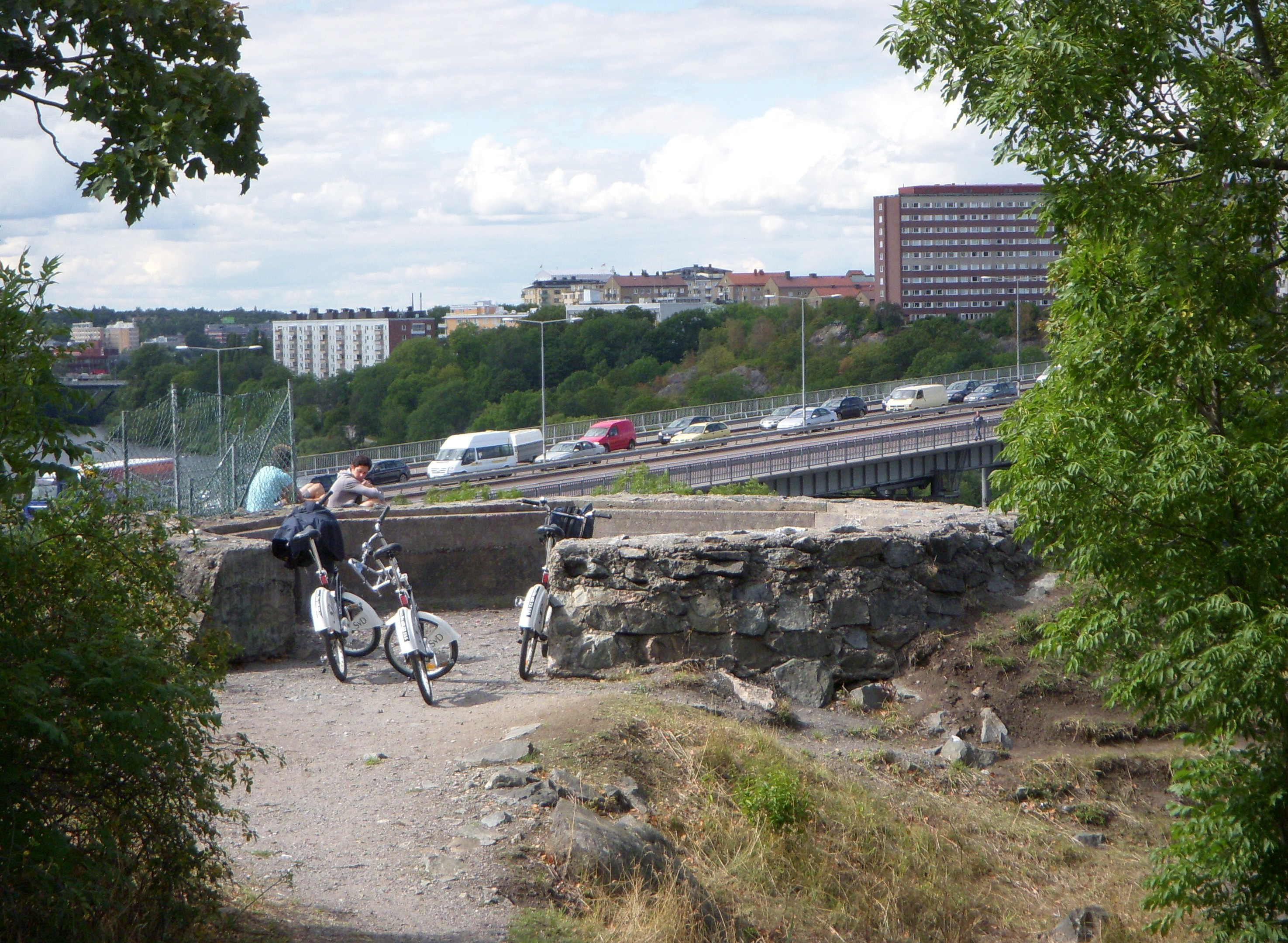
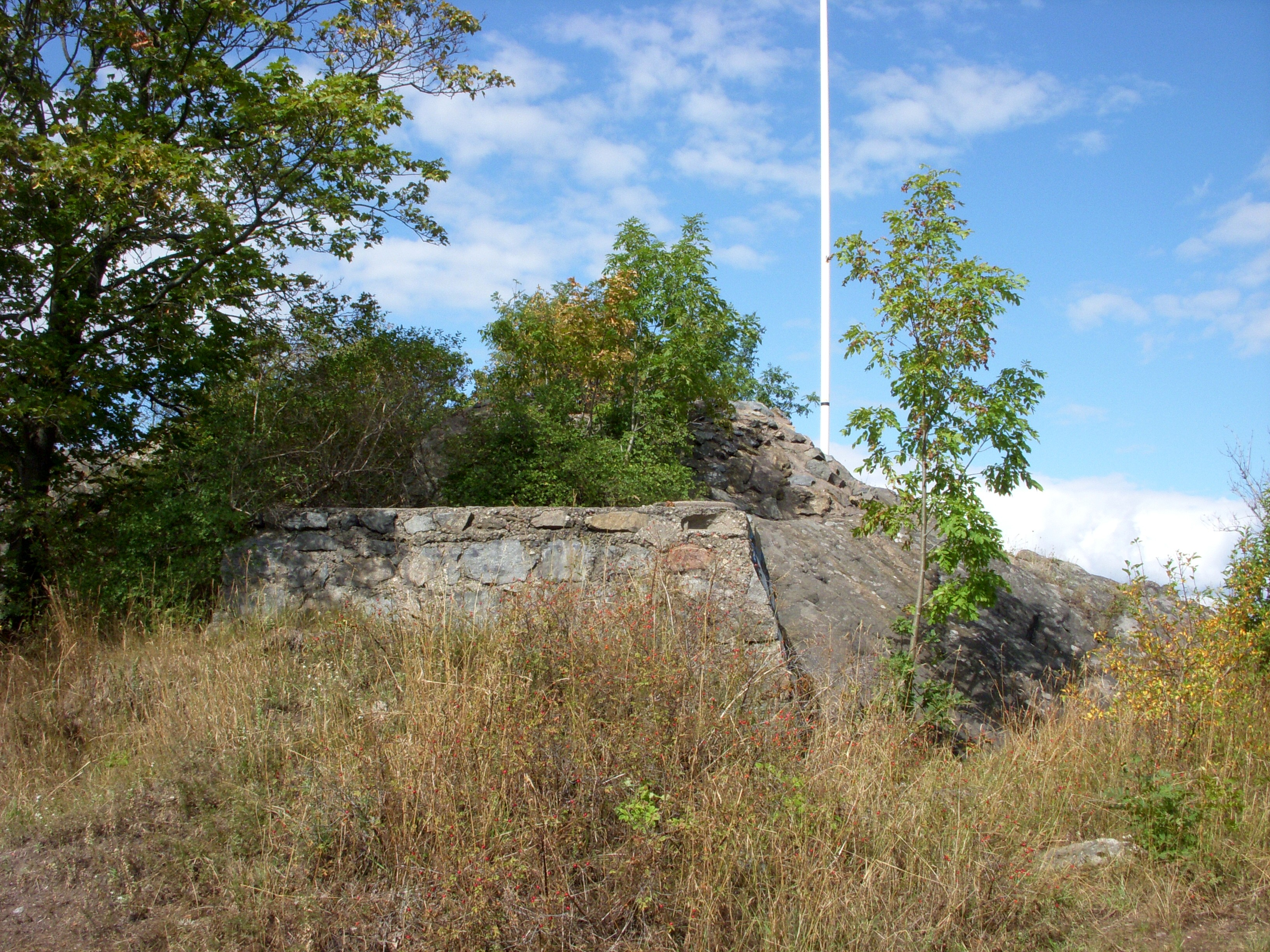
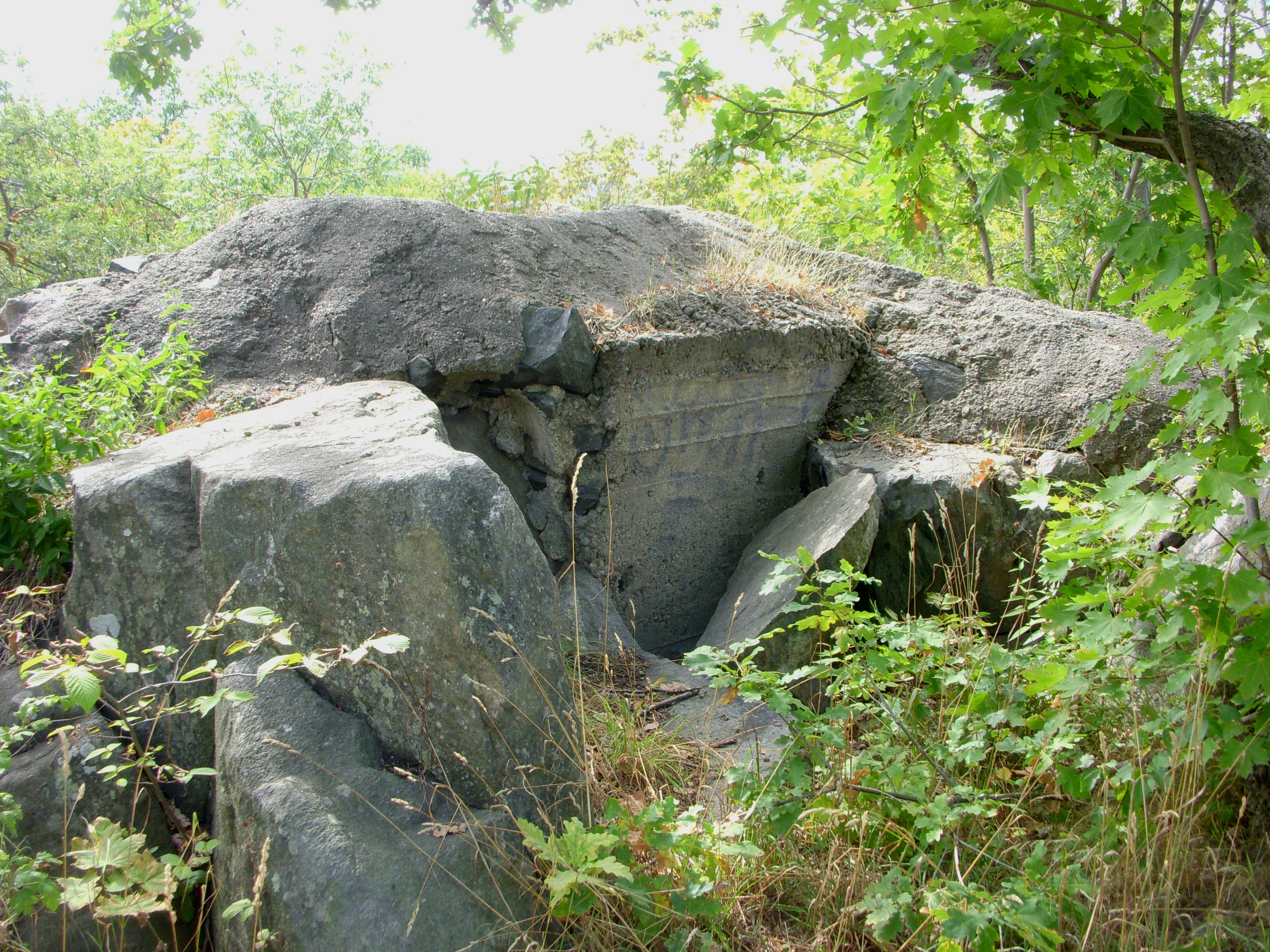